# 수도권 중앙 연락 자동차도
수도권 중앙 연락 자동차도(일본어: 首都圏中央連絡自動車道, しゅとけんちゅうおうれんらくじどうしゃどう)는 가나가와현 요코하마시 가나자와구에서 도쿄도, 사이타마현, 이바라키현을 경유하여 지바현 기사라즈시에 이르는, 도쿄도심에서 대략 반경 40~60킬로미터(km)의 위치를 순환으로 연결하는 고규격 간선 도로(국토교통 대신 지정에 따른 고규격 간선 도로(일반 국도의 자동차 전용도로))이다. 겐오도(권앙도, 圏央道), 겐오(권앙, 圏央)라고 줄여 부르지만, 겐오자동차도(권앙-, 圏央自動車道)라고 줄이진 않는다. 고속도로 넘버링에 따른 노선번호는 원칙적으로 "C4"가 할당되어 있지만 도쓰카지선(요코하마-요코스카도로) 내의 사카에 나들목(IC)/분기점(JCT)~도쓰카IC 사이에만 "E66"이 할당되어 있다.

## 개요
도쿄 도심에서 40–60 km까지의 범위 안에서, 요코하마시, 아쓰기시, 사가미하라시, 하치오지시, 가와고에시, 쓰쿠바시, 나리타시, 기사라즈시 등 도쿄 교외의 여러 도시를 연결하면서, 요코하마요코스카 도로, 신토메이 고속도로, 도메이 고속도로, 주오 자동차도, 간에쓰 자동차도, 도호쿠 자동차도, 조반 자동차도, 히가시칸토 자동차도, 지바토가네 도로, 다테야마 자동차 도로 등의 방사 도로(放射道路)를 서로 연결(다이산케이힌 도로와는 연결되지 않음)하는, 수도권의 3환상 9방사의 가장 바깥쪽 순환도로(환상도로)이다(도쿄 외환 자동차도, 수도 고속도로 츄오 칸죠선과 같이 3환상의 하나). 법적으로는 에비나 나들목 부근의 일부 구간을 제외한 대부분 구간을 고속자동차국도가 아닌, 일반 국도의 자동차 전용도로로 대하고 있다.
2017년 2월 26일 기준으로, 겐오도로 지가사키 분기점 - 다이에이 분기점 간, 마츠오 요코시바 나들목 - 기사라즈 분기점 간이 개통되고, NEXCO가 관리 및 운영을 하고 있다.